# Babinec
Babinec (in ungherese: Babarét, in tedesco: Babaluschke) è un comune della Slovacchia facente parte del distretto di Rimavská Sobota, nella regione di Banská Bystrica.
Il villaggio è citato per la prima volta nel 1407 con il nome di Babalwska, ma le sue origini sembrano doversi far risalire ad almeno un secolo prima. Fu feudo delle famiglie Derencsény e Széchy. Questi ultimi, nel XVII secolo lo cedettero alla Signoria di Murán. Successivamente appartenne ai conti Koháry.